# Harpalus futilis
Harpalus futilis är en skalbaggsart som beskrevs av Thomas Casey. Harpalus futilis ingår i släktet Harpalus och familjen jordlöpare. Inga underarter finns listade i Catalogue of Life.